# 心叶幌伞枫
心叶幌伞枫（学名：Heteropanax fragrans var. subcordatus）是五加科幌伞枫属幌伞枫的变种。分布在中国大陆的云南、广东等地，生长于海拔1,300米至1,400米的地区，一般生长在森林中，目前尚未由人工引种栽培。